# Hellinsia aethiopicus
Hellinsia aethiopicus is een vlinder uit de familie vedermotten (Pterophoridae). De wetenschappelijke naam van deze soort is voor het eerst geldig gepubliceerd in 1963 door Amsel.
De soort komt voor in tropisch Afrika.